# Korenmarkt (Gent)
De Korenmarkt is een plein in het centrum van de Belgische stad Gent. Het plein ligt tussen de Sint-Niklaaskerk en de Leie. Het plein heette vroeger Koornaard en vormde sinds de 10e-11e eeuw de plaats waar het graan dat via de Leie of Schelde Gent binnenkwam verhandeld werd. Het plein is omgeven door verschillende historische gebouwen en is een belangrijk toeristisch plein met cafés en terrasjes, in het historisch centrum van de stad.
Het plein vormt in zuid-noordrichting de verbinding tussen de Veldstraat in het zuiden en de Kortemunt richting Groentenmarkt in het noorden. In oost-westrichting verbindt de zuidkant van het plein de Cataloniëstraat met de Sint-Michielshelling. Sinds 6 januari 2024 passeert de Gentse tramlijn T2 langs dit plein.

## Geschiedenis
Sinds de middeleeuwen werd op dit plein het koren verhandeld. Aan de oostzijde van het plein werd de Sint-Niklaaskerk opgetrokken. Aan de westkant stond sinds het einde van de 15de eeuw de stadsgevangenis of Chastelet. Die gevangenis werd in 1716 gesloopt om een paar jaar later plaats te maken voor een groot pakhuis. Aan de zuidkant van het plein, aan het uiteinde van de Veldstraat lag de Kleine Korenmarkt. In 1654 werd hier de Brusselse beeldhouwer Hiëronymus du Quesnoy geëxecuteerd aan de wurgpaal vanwege sodomie.
In de eerste helft van de 19de eeuw installeerde men voor het pakhuis een waag. In de buurt vestigden zich verscheidene herbergen het plein werd een belangrijke vertrek- en aankomstplaats voor postkoetsen. In de tweede helft van de 19de eeuw vervulde het plein dezelfde rol voor de Gentse tram, eerst paardentrams en later elektrische trams.
Op het eind van de 19de en begin van de 20ste eeuw onderging de zuidwestkant van het plein grote aanpassingen. Het pakhuis en een aantal aanpalende gebouwen werden afgebroken en in de plaats werd het postgebouw opgetrokken. Ten zuiden van het pakhuis lag de smalle Sterrestraat, die westwaarts naar de brug over de Leie liep. Nadat de noordkant van het straatje was gesloopt voor het postgebouw, werden begin 20ste eeuw ook de huizen ten zuiden afgebroken voor het aanleggen van de brede nieuwe Sint-Michielshelling en Sint-Michielsbrug. Na de Tweede Wereldoorlog vernielde een brand een aantal panden aan de noordkant van het plein. Hier was de Sarma gevestigd en deze warenhuisketen trok er eind jaren 50 een nieuw winkelcomplex op met aan de buitenkant historiserende gevels.

## Bezienswaardigheden
- De Sint-Niklaaskerk
- Het Oud Postgebouw
- Rond de Korenmarkt staan verschillende huizen, met een bouwgeschiedenis van de middeleeuwen tot de 20ste eeuw. Enkele zijn als monument beschermd:
  - Het Borluutsteen, uit het begin van de 13de eeuw
  - Het Wapen van Zeeland uit 1702
  - Het Metselaarshuis uit 1562, met het beeldhouwwerk De Dansende Moren van Walter De Buck[1]

## Galerij

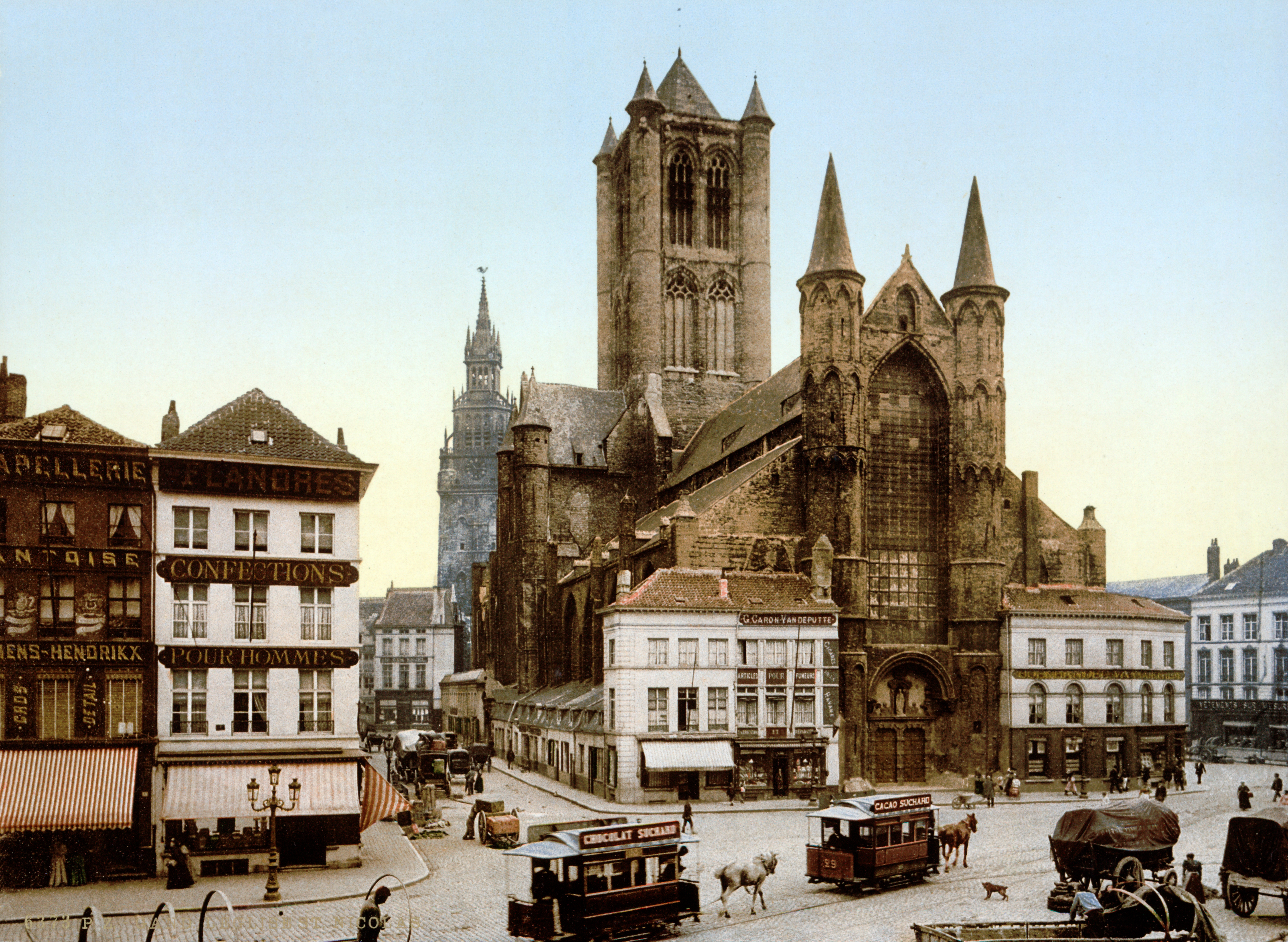
Sint-Niklaaskerk en Korenmarkt ca. 1890-1900
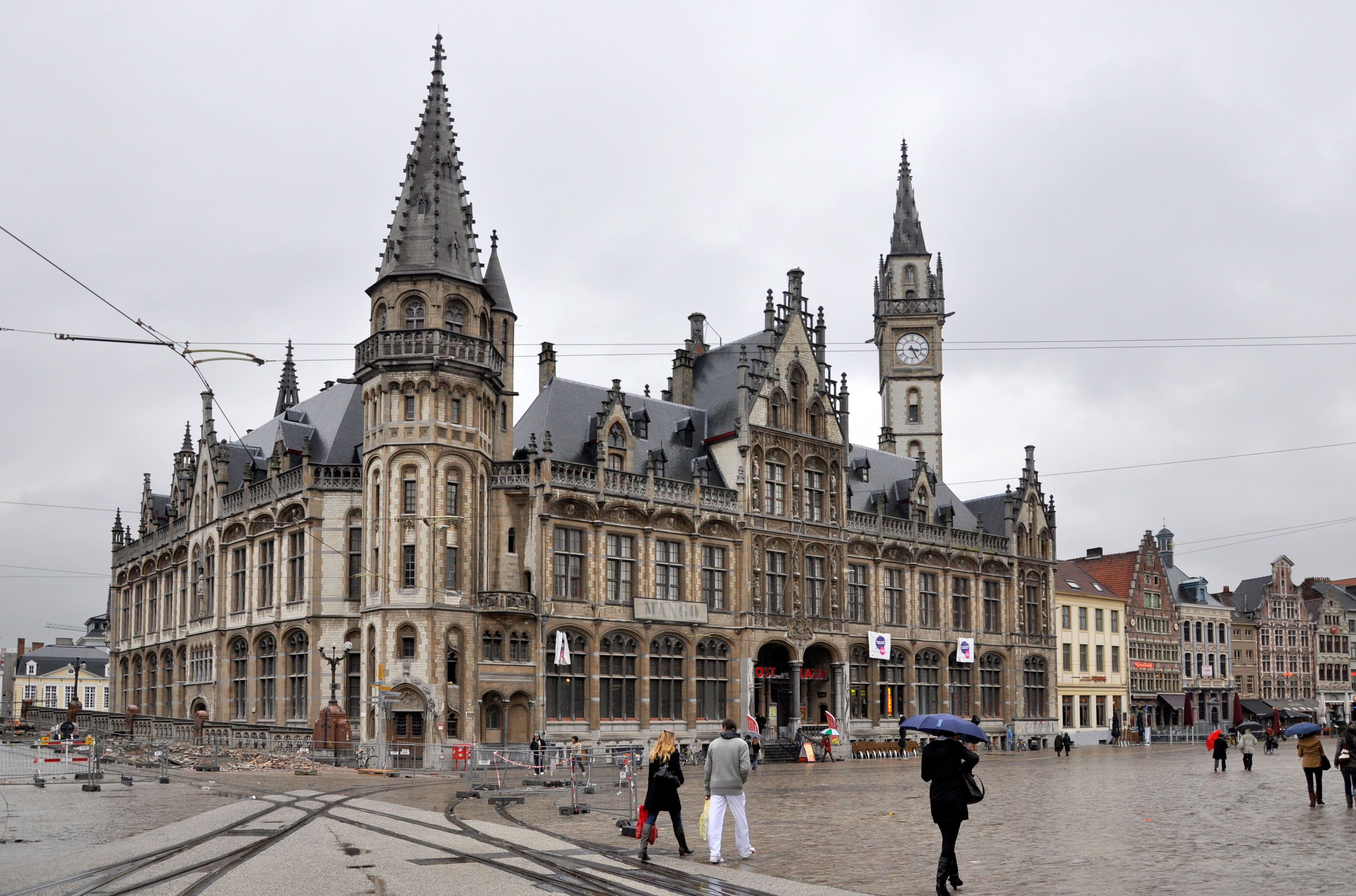
Het Oude Postkantoor aan de Korenmarkt